# Krisztina Pigniczki
Krisztina Sepsiné Pigniczki (ur. 18 września 1975 w Makó), była węgierska piłkarka ręczna, wielokrotna reprezentantka kraju, środkowa rozgrywająca.
Występowała w wielu węgierskich klubach m.in. Győri ETO KC. Jej największym osiągnięciem był tytuł wicemistrzyni olimpijskiej z Sydney (2000), wicemistrzostwo Świata w 2003 r. w Chorwacji oraz mistrzostwo Europy w 2000 r. w Rumunii.
Karierę zakończyła w 2010 r. we francuskim Issy Paris HB.

## Odznaczenia
- Brązowy Krzyż Zasługi Republiki Węgierskiej (cywilny) – 2008[2]